# 毛子水
毛子水（1893年4月11日—1988年5月10日），名準，字子水，後以字行，浙江衢州江山县清漾村人，歷史學家，文學家，北京大学教授，国立台湾大学中文系教授。

## 生平
1893年，毛子水生於浙江江山縣，父親毛世卿是稟生。1899年，6歲入村塾發蒙，次年父親返鄉教學跟從父親學習。1906年春，考入衢郡中學堂。1911年武昌起義時，毛子水自衢郡中學堂畢業後返鄉自修一年。
1913年，考入北京大學理預科，結識傅斯年和顧頡剛。1917年夏，入理科數學系。1919年1月，《新潮》創刊，毛子水為發起人之一，後參與五四運動。1920年夏，畢業後留校任教，授預科國文。秋起，在北平孔德學校兼課，授「中國語法」課程。1922年冬，和姚從吾同經北大史學系考選公費赴德留學。次年2月抵達德國。在柏林時和陳寅恪、俞大維、趙元任、傅斯年等交往。1924年，自柏林大學理科研究所肄業；次年因國內政局動盪，公費中斷，遂結束在柏林大學之研究；由俞大維介紹，任駐德公使館商務部職員，以薪水維持讀書生活。
1929年冬，啟程返國，次年春，任教北大史學系，授「科學史」「文化史」等課程。1931年春，兼任北大圖書館館長。1937年，和陳寅恪同離北平，赴長沙臨時大學。次年春，由長沙赴昆明任教西南聯大史學系，講授「科學史」「左傳」等課程。1945年，抗戰勝利，回任北大史學系。1949年1月7日，搭機飛抵南京返回家鄉。2月，應臺大傅斯年校長請託任教中文系。11月，《自由中國》創刊，毛子水為發起人之一。1957年，受聘為中華民國國史館史料審查委員。1959年，任中華民國「國家長期發展科學委員會諮議委員」。1961年，任《新時代》雜誌主編。1963年4月，第5屆中央研究院評議員。1973年，自臺大中文系退休；仍為兼任教授，並受輔仁大學之聘任其中文研究所講座教授。7月，辭《新時代》雜誌主編職，1975年8月，辭臺大及輔大教職。1987年，獲行政院文化獎。
1988年4月21日，突感不適，送醫救治；5月10日，因心肺衰竭去世，享壽96歲；5月31日上午，治丧委员会在台北市第一殡仪馆景行厅举行公祭，嚴家淦、李登輝致贈花圈以示悼唁。之后随即发引安葬于臺北縣石碇鄉台北花园公墓。有女玲之旅美、子仲漻滯留大陸。

## 外部連結
- 行政院文化獎介紹毛子水